# Mario Casella
Mario Casella (Fiorenzuola d'Arda, 11 aprile 1886 – Firenze, 9 marzo 1956) è stato un filologo italiano.

## Biografia

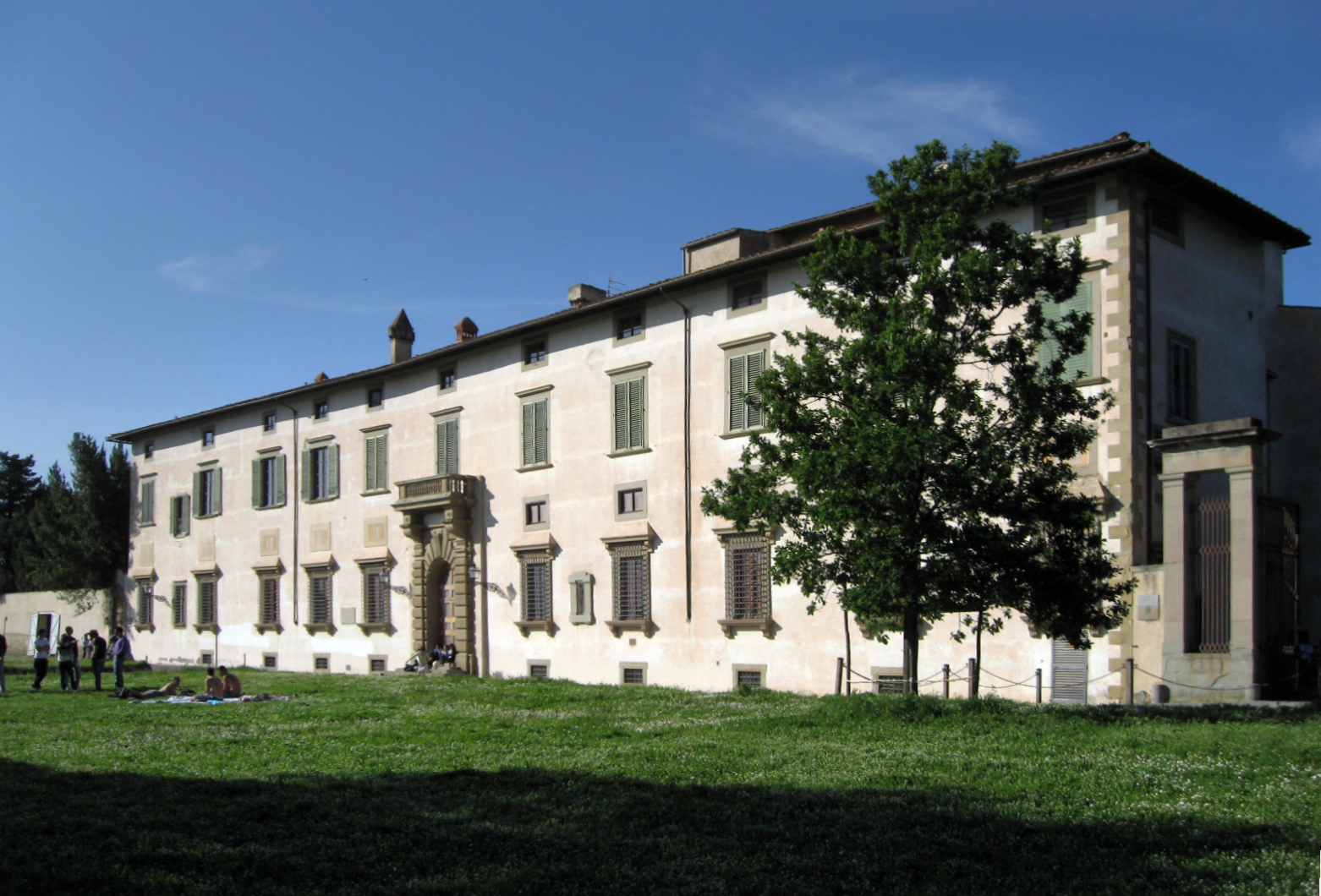
Firenze: Villa medicea di Castello, sede attuale dell'Accademia della Crusca

Nato nel 1886 a Fiorenzuola d'Arda, in provincia di Piacenza, laureato all'Università di Firenze, Mario Casella perfezionò la sua preparazione culturale grazie a due borse di studio prima a Firenze e poi in Spagna. Tornato in Italia in occasione della prima guerra mondiale, partecipò ai combattimenti come ufficiale di fanteria, e nel 1917 fu preso prigioniero. Nel 1922, vinse un concorso per la cattedra di lingue e letterature neolatine all'università di Catania e successivamente insegnò filologia romanza a Firenze.
Fu socio corrispondente dei Lincei e accademico della Crusca. Studioso di Dante, collaborò all'edizione critica delle opere del poeta fiorentino, pubblicata dalla Società Dantesca nel 1921, curandone l'Indice analitico dei nomi e delle cose.
Ostile al regime fascista, nel 1925 fu tra i firmatari del Manifesto degli intellettuali antifascisti redatto dal filosofo Benedetto Croce. Nel 1931 tenne alcuni corsi alla Columbia University di New York. Dal 1949 fu direttore della rivista Studi danteschi, fondata nel 1920 da Michele Barbi.
Tra le sue opere anche due romanzi giovanili di avventura, Gli evasi dell'ergastolo e Fiore di loto, pubblicati dall'editore Treves nel 1904.
Morì a Firenze, a sessantanove anni, nel 1956. Il suo archivio è conservato presso il Centro per gli studi sulla tradizione manoscritta di autori moderni e contemporanei dell’Università di Pavia.

## Opere (elenco parziale)
- Gli evasi dall'ergastolo : Racconto di avventure nell'Australasia, Milano, Fratelli Treves Tip. Edit., 1904.
- Fiore di loto : Un episodio della rivoluzione indiana, Milano, Fratelli Treves Tip. Edit., 1904.
- Dell'antico nome di Fiorenzuola, Piacenza, Bollettino storico piacentino, 1910.
- Per la storiografia piacentina : Il codice casanatense 4158 appartenuto ai Landi da Ripalta, Piacenza, Tip. A. Del Maino, 1912.
- Le origini di Piacenza e una dotta polemica intorno ad esse, Piacenza, Tip. A. Del Maino, 1912.
- La epistola di lu nostru signuri, testo volgare siciliano del secolo XIV, Torino: Tip. V. Bona, 1915.
- Indice analitico dei nomi e delle cose, estr. da Le opere di Dante, testo critico della Societa dantesca italiana, Firenze, Bemporad, 1921.
- Fonologia del dialetto di Fiorenzuola d'Arda, Perugia, Unione Tipografica Cooperativa, 1922.
- Il canto XXXIII del Paradiso : letto da Mario Casella nella Sala di Dante in Orsanmichele il dì 7 di maggio 1925, Firenze, Sansoni, 1925.
- Cervantes : il Chisciotte : premio internazionale cervantino "Isidre Bonsoms" e medaglia d'oro "Cervantes" dell'Institut d'Estudis Catalans, 2 v, Firenze, Le Monnier, 1938.
- Corso di filologia romanza : Raccolto da Nina Boschi e Doda Fabroni. Anno accademico 1937, Firenze, Casa Ed. Poligr. Universitaria di C. Cya, 1938.
- Poesia e storia, Firenze, L. S. Olschki, 1939.
- Il canto V dell'Inferno : letto da Mario Casella nella Sala di Dante in Orsammichele, Firenze, Sansoni, 1940.
- Jaufre Rudel : Liriche, Firenze, Fussi, 1946.
- Introduzione alle opere di Dante, Milano, Bompiani, 1965.
- Saggi di letteratura provenzale e catalana, raccolti da G. E. Sansone, Bari, Adriatica, 1966.